# Malwarebytes' Anti-Malware
Malwarebytes' Anti-Malware (MBAM)とはMicrosoft Windowsが動くコンピュータでマルウェアを発見し除去するアプリケーションである。Malwarebytes Corporationが開発しており、2008年1月に初版が公開された。手動でマルウェアをスキャンし除去できる無料版に加えて有料版ではスキャンのスケジュールを組めたり、リアルタイム保護、フラッシュメモリスキャナーが追加される。

## 概要
MBAMは他の多くのアンチウイルスソフト、アンチスパイウェアソフトが見逃しやすい偽装セキュリティツール、アドウェア、スパイウェアを発見すると主張しており、全てのファイルを開く方式ではなくバッチ処理でスキャンするため、他のアンチマルウェアソフトウェアが動作している時の干渉を低減している。
MBAMには無料版と有料版がある。無料版は必要に応じて手動でスキャンをする。一方有料版ではスキャンのスケジュールを組んだり、開いたファイルを自動的にスキャンしたり、偽装ウェブサイトのIPアドレスをブロックしたり、現在使っているサービス、プログラム、デバイスドライバだけをスキャンしたりすることができる。
マルウェアが既に入っている場合は除去しようとするソフトウェアのインストールを阻止する場合が多いが、Malwarebytesは阻止された場合にChameleonという技術を呼び出している。

## 対応言語
MBAMのユーザインタフェースは29言語に対応している
ブルガリア語、カタルーニャ語、チェコ語、デンマーク語、オランダ語、英語、エストニア語、フィンランド語、フランス語、ドイツ語、ギリシャ語、ヘブライ語、ハンガリー語、インドネシア語、イタリア語、日本語、朝鮮語、ノルウェー語、ポーランド語、ポルトガル語、ブラジルポルトガル語、ルーマニア語、ロシア語、スロバキア語、スロベニア語、スペイン語、スウェーデン語、トルコ語、ベトナム語

## 評価
- PC Worldのプレストン・グラーラは「非常にシンプル」を評している[3]。
- CNETは2008年にMS Antivirus（英語版）の駆除に使いやすいと評し[8]、2009年4月のエディターズ・チョイスにも他の25本のコンピュータアプリケーションと共に選出した[6][9]
- Network Worldのマーク・ギブズは2009年1月に星5つのうち星4つと評し、「いい仕事をするが、マルウェアを発見して停止することに関し詳細な説明が欠如している点が唯一星5つに満たない点だ」と述べている[10]。
- PC Magazineは2010年5月に星5のうち3つ半を付け、マルウェアやスケアウェアの除去性能は良いが、キーロガーやルートキットの除去性能は劣っていると評した[11]。しかし、2013年4月、無料バージョンに星5つのうち4つ半を付け、除去のみの無料アンチウイルスソフトウェアに関するエディターズ・チョイスに選出した[12]。
- Malwarebytes Enterprise Editionの使いやすさに関し、基本的にマルウェアの検知と比べて特に除去性能は良いが、費用や複雑さがかさみ、コンピュータリソースを消費しパフォーマンスを低下させていることで疑問視されている。企業向けでは、マルウェア除去は通常重要とは言えず、感染したマシンは基本的に標準的なデスクトップイメージから再イメージ化しており、感染したシステムを廃棄している[13]。
- Botcrawl.comは2012年、revetonというランサムウェアを除去するのに使いやすいと述べた[14]。

## IObitとの論争
2009年11月2日、MalwarebytesはライバルのIObitがIObit Security 360でMalwarebytes' Anti-Malware（名前は明かされなかったが他社の複数の製品も含まれる）のデータベースを使用していることを理由にIObitを告訴した。IObitは反論する姿勢を示し、データベースはユーザーの投稿がベースになっており、結果的にMalwarebytesにある署名と同じ署名が一部被ってしまったと説明、Malwarebytesのと同じ署名をフィルタリングする時間が取れなかったと述べた。IObitはまた、Malwarebytesは動かぬ証拠を示しておらず、我々は決してデータベースを盗用していないと断言した。それに対しMalwarebytesはIObitの主張に確信が持てないと述べ、デジタルミレニアム著作権法に基づく著作権侵害の通知をCNET、Download.com、MajorGeeks.comに行い、IObitのソフトウェアを除去するように求めた。IObitはバージョン1.3現在、データベースはMalwarebytesが先に作っているデータベースの著作権を侵害しているという非難に対処するために更新したと主張している。